# Saint-Jean-de-Côle
Saint-Jean-de-Côle, okzitanisch Sent Joan de Còla, ist eine französische Gemeinde mit 365 Einwohnern (Stand 1. Januar 2022) im Norden des Départements Dordogne in der Region Nouvelle-Aquitaine. Sie gehört zum Arrondissement Nontron und zum Kanton Thiviers. Zuständiger Gemeindeverband ist die Communauté de communes Périgord-Limousin.
Dank zahlreicher historischer Bauten wurde Saint-Jean-de-Côle zu einem der schönsten Dörfer Frankreichs erkoren. Die Einwohner nennen sich „Jean-Colois“ oder „Jean-Coloises“.

## Etymologie
Saint-Jean-de-Côle, okzitanisch Sent Joan de Còla, leitet sich ab vom Heiligen Johannes und dem Flussnamen Côle bzw. Còla.

## Geographie

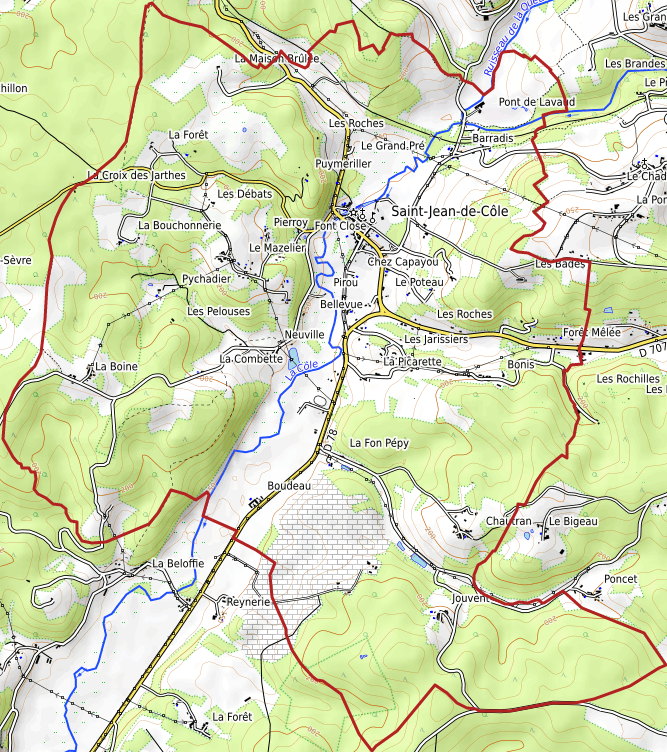
Lagekarte von Saint-Jean-de-Côle (Open Street Map)

Saint-Jean-de-Côle liegt 16 Kilometer ostnordöstlich von Brantôme, 18 Kilometer südöstlich von Nontron und 6 Kilometer westlich von Thiviers entfernt (Luftlinie). Die Gemeinde wird von folgenden Nachbargemeinden umgeben:
|                      | Saint-Martin-de-Fressengeas                 |                                    |
| Villars              | Kompassrose, die auf Nachbargemeinden zeigt | Saint-Romain-et-Saint-Clément      |
| Saint-Pierre-de-Côle | Saint-Pierre-de-Côle                        | Thiviers (Berührungspunkt), Vaunac |

Neben dem Ortskern besteht die Gemeinde aus folgenden Geländepunkten, Weilern und Gehöften:
Barradis, Bellevue, Bonis, Boudeau, Château Trompette, Chautran, Chez Capayou, Chez Chaudenos, Font Close, Forêt de Boudeau, Forêt Mêlée, Fraisse, Jouvent, L’Eyrissou, La Boine, La Bouchonnierie, La Combette, La Croix des Jarthes, La Font Pépie, La Forêt, La Maison Brûlée, La Picarette, Le Mazelier, Le Poteau, Le Vignoble, Les Bades, Les Combes, Les Débats, Les Ferrières, Les Granges, Les Pelouses, Les Roches, Mongeoffroy, Neuville, Pierroy, Pirou, Pont de Lavaud, Puychadier und Puymeriller.
Der topographisch niedrigste Punkt im Gemeindegebiet mit 135 Metern über dem Meeresspiegel befindet sich an der Côle bei Boudeau an der Südgrenze, die höchste Stelle mit 252 Metern liegt an der Ostgrenze. Die absolute Höhendifferenz beträgt 117 Meter.

### Verkehrsanbindung
Der Ortskern von Saint-Jean-de-Côle wird von der D 707 von Nontron nach Thiviers durchquert. Auf sie trifft von Südwesten die D 78 aus Brantôme. Saint-Jean-de-Côle kann auch über die D 98 von Villars im Westen aus erreicht werden. Eine Kommunalstraße führt vom Ortskern nach Norden zum ehemaligen Bahnhof und dann weiter nach Saint-Romain. Ein Abzweig am Bahnhof nach links verbindet mit Saint-Martin-de-Fressengeas im Norden. Auf der rechten Talseite der Côle erklimmt eine Kommunalstraße den Höhenzug hinter Neuville und folgt diesem nach Südwesten bis La Chapelle-Faucher. Eine weitere Kommunalstraße folgt linksseitig der Côle dem kleinen Bach Ruisseau de la Font Pépie talaufwärts und bindet bei Saint Clément wieder an die 707 an.
Saint-Jean-de-Côle besaß vormals einen Bahnhof entlang der mittlerweile stillgelegten Bahnstrecke Angoulême-Nontron-Thiviers-Brive (Bahnstrecke Quéroy-Pranzac–Thiviers). Die Trasse dient jetzt als beliebter Fahrrad- und Wanderweg.

### Fernwanderweg
Durch den Nordwestteil der Gemeinde verläuft der Fernwanderweg GR 654 (vormals GR 436), der von Saint-Saud-Lacoussière kommend hier eine Schleife zieht und dann nach Brantôme weiterführt.

### Jakobsweg
Durch Saint-Jean-de-Côle verläuft die von La Coquille herführende Via Lemovicensis, einer der vier historischen „Wege der Jakobspilger in Frankreich“, weiter nach Chancelade.

### Bodenbedeckung

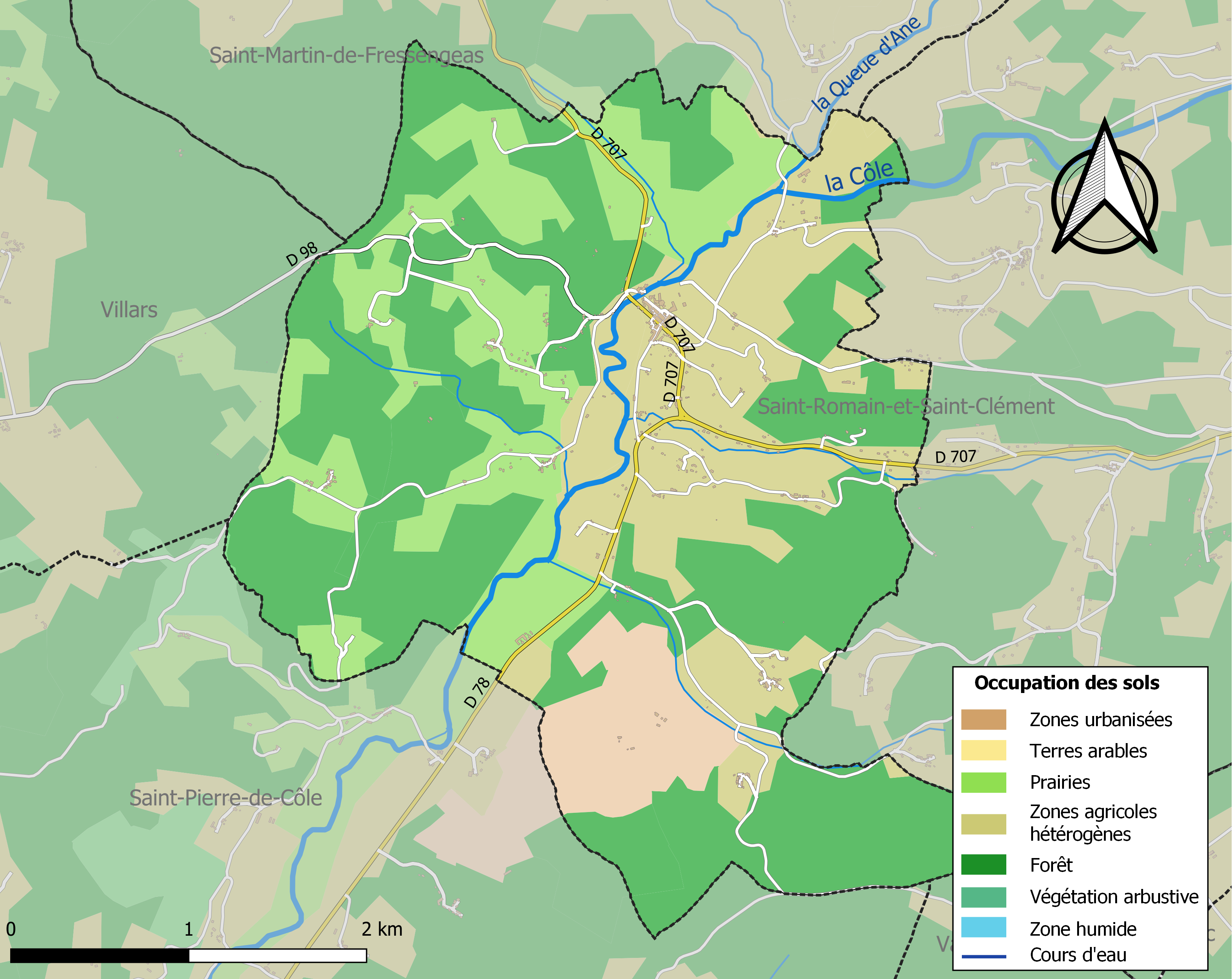
Bodenbedeckung in Saint-Jean-de-Côle

Die Bodenbedeckung der Gemeinde Saint-Jean-de-Côle schlüsselt sich im Jahr 2018 gemäß der europäischen Datenbank CORINE Land Cover (CLC) wie folgt auf:
- Wälder – 49,4 %
- heterogene landwirtschaftliche Nutzung – 24,2 %
- Wiesen – 20,3 %
- Steinbrüche, Halden und Baustellen – 6,1 %

Die forstwirtschaftliche Nutzung steht im Vordergrund. Ihr Anteil hat sich aber seit 1990 von 53,1 % auf 49,4 % reduziert.

## Klima
Saint-Jean-de-Côle besitzt ein abgeschwächtes ozeanisches Klima, das sich durch folgende Parameter auszeichnet:
| Klimaparameter im Zeitraum 1971–2000 - Jahresmittel: 11,9 °C - Anzahl der Tage unter −5 °C: 4,7 - Anzahl der Tage oberhalb 30 °C: 7,5 - Maximum im Tages-Temperaturunterschied: 15,4 °C - Jahresniederschlag: 961 mm - Niederschlagstage im Januar: 13,2 - Niederschlagstage im Juli: 7,4 |

Durch den Klimawandel zeichnen sich Erhöhungen im Jahresmittel ab, die sich bereits auch bemerkbar machen. So ist beispielsweise an der 57 Kilometer entfernten Wetterstation am Flughafen von Limoges-Bellegarde das langjährige Jahresmittel von 11,2 °C für 1971–2000 über 11,4 °C für 1981–2010 auf 11,8 °C für 1991–2020 angestiegen – ein Zuwachs um 0,6 °C innerhalb von 20 Jahren.

## Hydrographie

Hydrographische Karte von Saint-Jean-de-Côle

Das Gemeindegebiet wird in südwestlicher Richtung von der Côle durchflossen, die bei Pont de Lavaud als rechten Nebenfluss die aus dem Norden kommende Queue d’Ane aufnimmt. Südlich des Ortskern empfängt die Côle zwei linke Seitenzweige, den nach Westen fließenden Ruisseau de Bonis und weiter südwärts den Ruisseau de la Font Pépie (auch Fon Pépy). Auf ihrer rechten Talseite bestehen ebenfalls noch zwei weitere (namenlose) kleine Seitenäste, die nordwestlich des Ortskerns und bei Neuville in die Côle münden.
Die Côle und ihre Nebenflüsse gehören zum Flusssystem Isle-Dronne.
Die Gesamtlänge des Entwässerungsnetzes in der Gemeinde Saint-Jean-de-Côle beträgt 13 Kilometer.

## Geologie

Geologische Karte von Saint-Jean-de-Côle

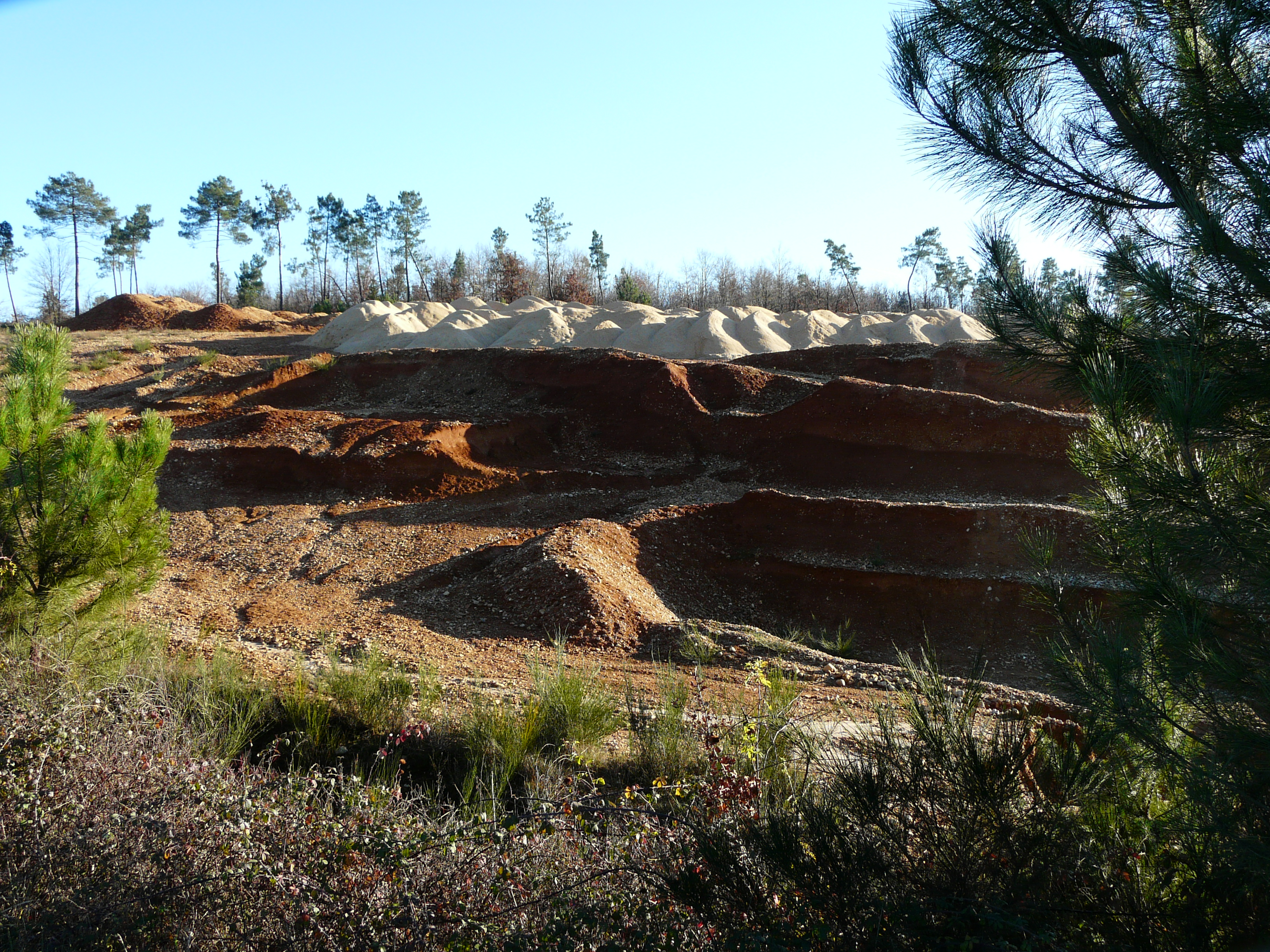
Großer Tagebau in mächtigen pleistozänen Schottern an der linken Côleseite bei Boudeau

An der Nordgrenze des Gemeindegebietes von Saint-Jean-de-Côle werden gerade noch metamorphe Grundgebirgsgesteine des nordwestlichen Massif Central angetroffen. Es handelt sich um Glimmerschiefer (ξ1), die bei Pont de Lavaud entlang der hier Südsüdost-streichenden Randstörung aufgeschlossen sind. Etwas weiter nach Osten im Côletal stehen auch noch leptynitische Augengneise (mλ3-4b-m) an, die aus ordovizischen Graniten hervorgegangen sind und zum Bogen von Saint-Yrieix gehören. Ihre Foliation streicht Ostsüdost und fällt mit 15° nach Nordnordost ein.
Über das Grundgebirge transgredierten die flach liegenden Sedimente des nördlichen Aquitanischen Beckens. Die Schichtfolge setzt mit dem Unteren Hettang ein – Sandsteine, grobe Sande und Konglomerate der Formation I1, zu sehen beim ehemaligen Bahnhof. Darüber folgen Dolomite, dolomitische Mergel und feinkörnige Sandsteine des Oberhettangs (Formation I2), sowie klastische Kalke und Oolithkalke des Sinemuriums (Formation I3-4), das auch dolomitisch ausgebildet sein kann. Das folgende Pliensbachium (Formation I5-6) steht bei Pont de Lavaud an der rechten Talseite der Côle an. Es setzt sich aus groben Sandsteinen und dolomitische Sandsteinen zusammen. Über das Pliensbachium legen sich Tonsteine und graue Megel des Toarciums und des Aaleniums (Formation I7-9), anstehend am Westrand des Ortskerns. Das anschließende Oberbajoc (Formation j1b) baut sich aus einer Wechselfolge von kryptokristallinen Kalken, bioklastischen Kalken und Oolithkalken auf. Das Unterbathon (Formation j1c-2a)  wird von Oolithkalken geprägt. Die Serie des Jura endet mit dem Mittelbathon (Formation j2b) westlich von Boudeau, ebenfalls eine Wechselfolge aus kryptokristallinen und bioklastischen Kalken, in welche lignithaltige Tonsteine eingebettet sind.
Die Hanglagen links und rechts der Côle werden weitestgehend von pleistozänem Kolluvium verdeckt (Formation CF). Diese Flussschotter sind Umlagerungs- und Aufarbeitungsprodukte von höher liegenden, möglicherweise ins Pliozän zurückreichenden Schottermassen (Formation Fs), die hauptsächlich entlang der West- und der Ostgrenze abgelagert wurden. Im Süden des Côletals findet sich auf der linken Talseite eine rißzeitliche Niederterrasse (Formation Fw). Etwas höher folgt noch eine mindelzeitliche Mittelterrasse östlich von Boudeau (Formation Fv). Sämtliche Talauen werden von würmzeitlichen bis rezenten Sedimenten verfüllt (Formation K). Mit Durchqueren der Randstörung verbreitert sich das Côletal schlagartig; die Talebene der leicht mäandrierenden Côle wird dann bis zu 600 Meter breit.
Die Randstörung hat eine Verkieselung des Hettangiums bewirkt. Oberbajoc und Unterbathon können stellenweise auch rekristallisiert auftreten.
Ein großangelegter Tagebau der Firma Imerys auf der linken Côleseite bei Boudeau fördert Quarzkiesel als Siliziumrohstoff aus den Schottermassen.

## Ökologie
Die Täler der Côle und der Queue d’Âne bilden talaufwärts vom ehemaligen Bahnhof schützenswerte Ökotope (franz. zone naturelle d’intérêt faunistique et floristique oder kurz ZNIEFF) des Typus 2.

## Geschichte

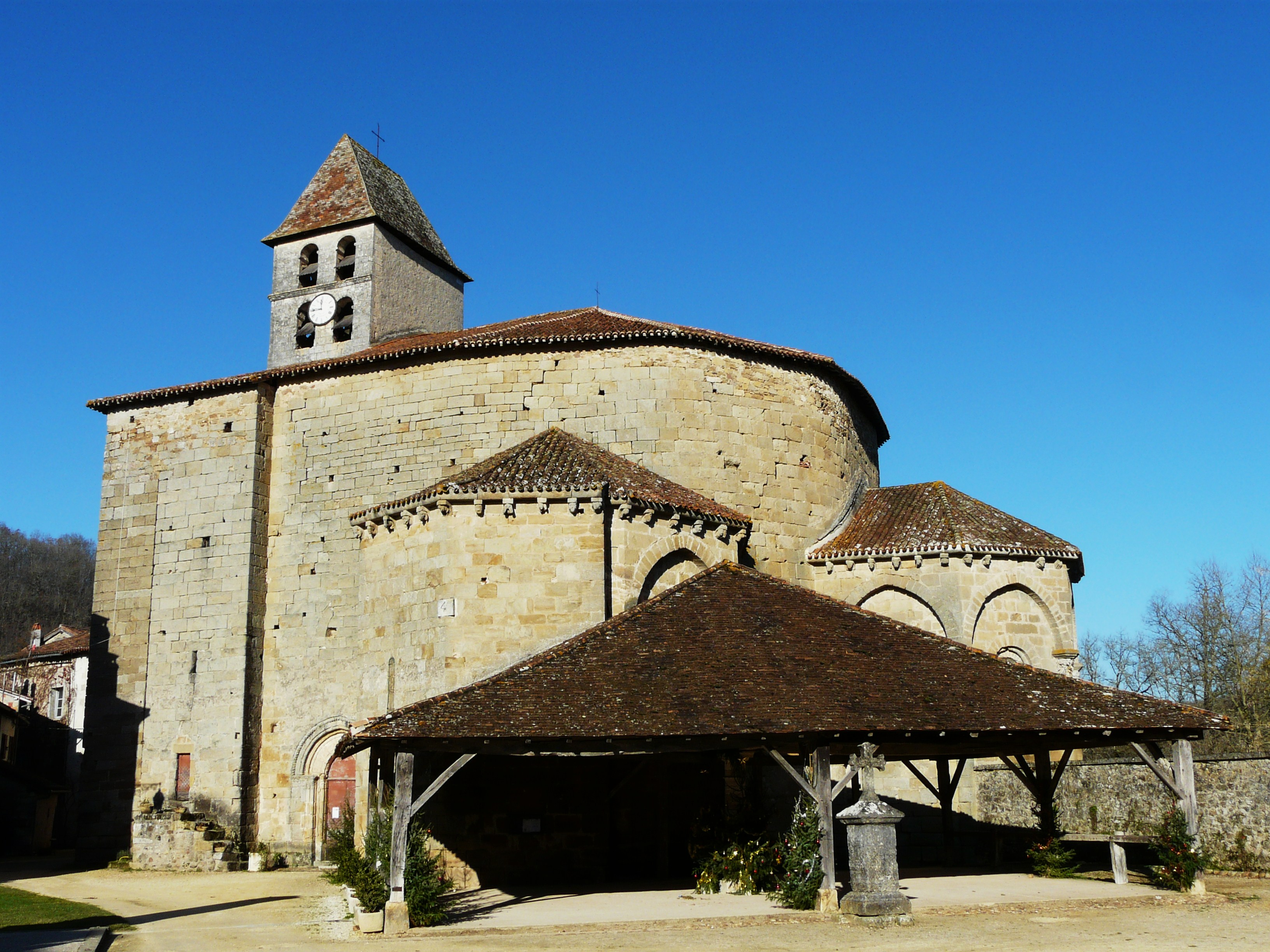
Die Ortskirche Saint-Jean Baptiste mit der Markthalle

Im Jahr 1083 wurde von Raynaud de Thiviers, Erzbischof von Périgueux, in Saint-Jean-de-Côle ein Augustinerpriorat gegründet. Um dieses geistliche Zentrum entwickelte sich daraufhin eine kleine Ortschaft. Etwa zur selben Zeit entstand auch das Schloss Château de la Marthonie. Die Brücke über die Côle stammt aus dem 12. Jahrhundert. Im gleichen Jahrhundert wurde auch die Ortskirche Saint-Jean Baptiste erbaut, die damals noch zum Priorat gehörte. Während des Hundertjährigen Krieges plünderten und zerstörten die Engländer im Jahr 1394 das Priorat und das Schloss, die Mönche wurden vertrieben. Die Engländer befestigten anschließend den Ort und hielten ihn bis 1404. 1436 wurde vom Papst Eugen IV. der Wiederaufbau des Priorats in die Wege geleitet. Saint-Jean-de-Côle litt ebenfalls sehr stark unter den Hugenottenkriegen; durchziehende Truppen verwüsteten den Ort, und die Protestanten veräußerten den Besitz der Geistlichen. Auf Anordnung des Erzbischofs von Périgueux wurden 1669 die Wiederaufbauarbeiten in Angriff genommen, die Geistlichen wurden gezwungen, sich der Congrégation de France anzuschließen. Diese Kongregation wurde in Saint-Jean-de-Côle im Verlauf der Französischen Revolution aufgelöst, die Ordensmänner vertrieben, die Gebäude verkauft und Bücher und Manuskripte verbrannt. Auf der Cassini-Karte von 1756 bis 1789 wird die Ortschaft noch als Saint Jean de Colle erwähnt. Im 19. Jahrhundert erlebte die Gemeinde mit dem Bau der Bahnstrecke Angoulême-Brive einen neuen Aufschwung und zählte damals mehr als 800 Einwohner.

## Bevölkerungsentwicklung
| Jahr | Einwohner |  |
| 1962 | 381       |  |
| 1968 | 318       |  |
| 1975 | 318       |  |
| 1982 | 343       |  |
| 1990 | 339       |  |
| 1999 | 326       |  |
| 2004 | 335       |  |
| 2006 | 346       |  |
| 2008 | 349       |  |
| 2009 | 351       |  |
| 2014 | 368       |  |
| 2016 | 366       |  |
| 2019 | 364       |  |

Quelle: INSEE
Die Bevölkerungszahlen in Saint-Jean-de-Côle waren bis 1968 rückläufig, haben sich aber seitdem stabilisiert und unter leichten Schwankungen wieder erholt. Die Gemeinde besaß 1886 noch 1107 Einwohner.

## Verwaltung
Bürgermeister in Saint-Jean-de-Côle ist seit März 2008 der parteilose, pensionierte Elektriker Francis Sedan. Er wurde im Mai 2020 wiedergewählt.

## Präsidentschaftswahlen 2022
| Kandidaten                       | Kandidaten            | Parteien                      | Parteien            | 1. Wahlgang | 1. Wahlgang | 2. Wahlgang | 2. Wahlgang |
| Kandidaten                       | Kandidaten            | Parteien                      | Parteien            | Stimmen     | %           | Stimmen     | %           |
| -------------------------------- | --------------------- | ----------------------------- | ------------------- | ----------- | ----------- | ----------- | ----------- |
|                                  | Emmanuel Macron       | En marche !                   | EM                  | 68          | 27,64 %     | 127         | 63,50 %     |
|                                  | Marine Le Pen         | Front national                | FN                  | 46          | 18,70 %     | 73          | 36,50 %     |
|                                  | Jean-Luc Mélenchon    | Front de gauche               | FDG                 | 56          | 22,76 %     |             |             |
|                                  | Éric Zemmour          | Reconquête                    |                     | 16          | 6,50 %      |             |             |
|                                  | Valérie Pécresse      | Les Républicains              | LR                  | 16          | 6,50 %      |             |             |
|                                  | Jean Lassalle         | Résistons !                   | R                   | 12          | 4,88 %      |             |             |
|                                  | Anne Hidalgo          | Parti socialiste              | PS                  | 3           | 1,22 %      |             |             |
|                                  | Fabien Roussel        | Parti communiste français     | PC                  | 6           | 2,44 %      |             |             |
|                                  | Nicolas Dupont-Aignan | Debout la République          | DLR                 | 9           | 3,66 %      |             |             |
|                                  | Yannick Jadot         | Europe Écologie-Les Verts     | EELV                | 9           | 3,66 %      |             |             |
|                                  | Nathalie Arthaud      | Lutte Ouvrière                | LO                  | 1           | 0,41        |             |             |
|                                  | Philippe Poutou       | Nouveau Parti anticapitaliste | NPA                 | 4           | 1,63 %      |             |             |
|                                  |                       |                               |                     |             |             |             |             |
| Gesamt                           | Gesamt                | Gesamt                        | Gesamt              | 246         | 100 %       | 200         | 100 %       |
|                                  |                       |                               |                     |             |             |             |             |
| Gültige Stimmen                  | Gültige Stimmen       | Gültige Stimmen               | Gültige Stimmen     | 246         | 98,80 %     | 200         | 85,47 %     |
| Ungültige Stimmen                | Ungültige Stimmen     | Ungültige Stimmen             | Ungültige Stimmen   | 3           | 1,20 %      | 34          | 14,53 %     |
| Wahlbeteiligung                  | Wahlbeteiligung       | Wahlbeteiligung               | Wahlbeteiligung     | 249         | 83,56 %     | 234         | 78,52 %     |
| Enthaltungen                     | Enthaltungen          | Enthaltungen                  | Enthaltungen        | 49          | 16,44 %     | 64          | 21,48 %     |
| Registrierte Wähler              | Registrierte Wähler   | Registrierte Wähler           | Registrierte Wähler | 298         |             | 298         |             |
|                                  |                       |                               |                     |             |             |             |             |
| Quelle: Ministère de l'Intérieur |                       |                               |                     |             |             |             |             |

Die Präsidentschaftswahlen 2022 in Saint-Jean-de-Côle konnte Emmanuel Macron eindeutig für sich entscheiden.

## Wirtschaft

### Beschäftigung
Im Jahr 2015 betrug die erwerbsfähige Bevölkerung zwischen 15 und 64 Jahren 149 Personen bzw. 40,6 % der Gesamtbevölkerung. Im Vergleich zu 2010 hat die Zahl der Arbeitslosen von 15 auf 23 zugenommen, die Arbeitslosenquote liegt somit jetzt bei 15,4 %.

### Unternehmen
Am 31. Dezember 2015 waren 36 Unternehmen in Saint-Jean-de-Côle ansässig, davon 24 im Sektor Handel, Transport oder Dienstleistungen, 4 im Sektor Verwaltung, Bildung, Gesundheit oder Soziales, 4 im Baugewerbe, 2 in der Industrie und 2 in Landwirtschaft, Forsten und Fischerei.

## Sehenswürdigkeiten
- Das Augustinerpriorat aus dem Elften Jahrhundert. Das jetzige Gebäude geht ins Fünfzehnte Jahrhundert zurück. Monument historique seit 2003.
- Die Ortskirche Saint-Jean Baptiste aus dem Zwölften Jahrhundert, Monument historique seit 1862.
- Die Côlebrücke aus dem 12. Jahrhundert, Monument historique seit 1925.
- Das Schloss Château de la Marthonie (oder Marthonye) aus dem 12. Jahrhundert. Das erhaltene Gebäude stammt aus dem Vierzehnten Jahrhundert. Monument historique seit 1943. Für Besucher geöffnet.
- Die Fachwerkhäuser in der rue du Fond, wieder neu aufgebaut im Vierzehnten Jahrhundert.

## Photogalerie

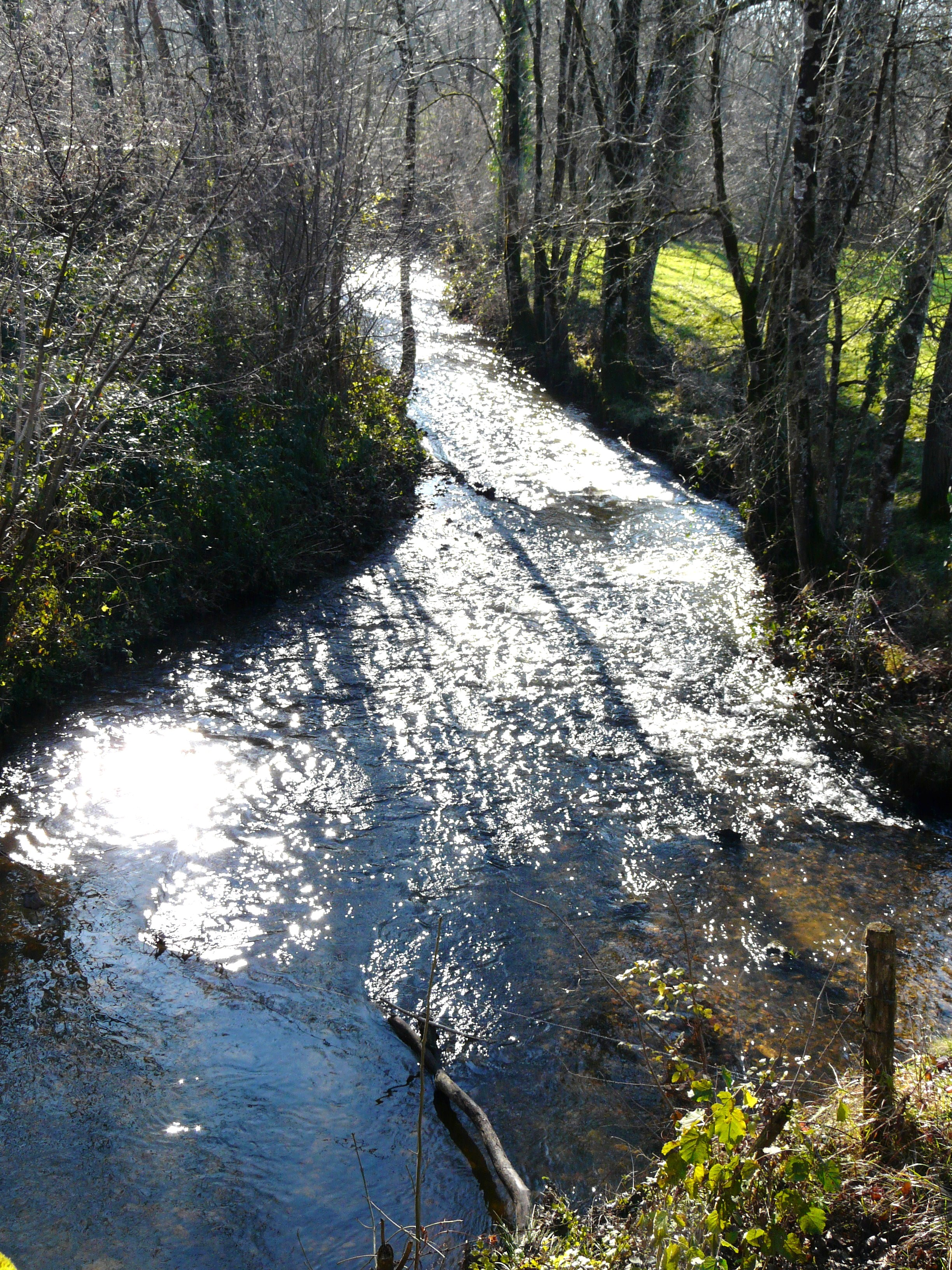
Die Queue d'Ane kurz vor ihrer Mündung in die Côle
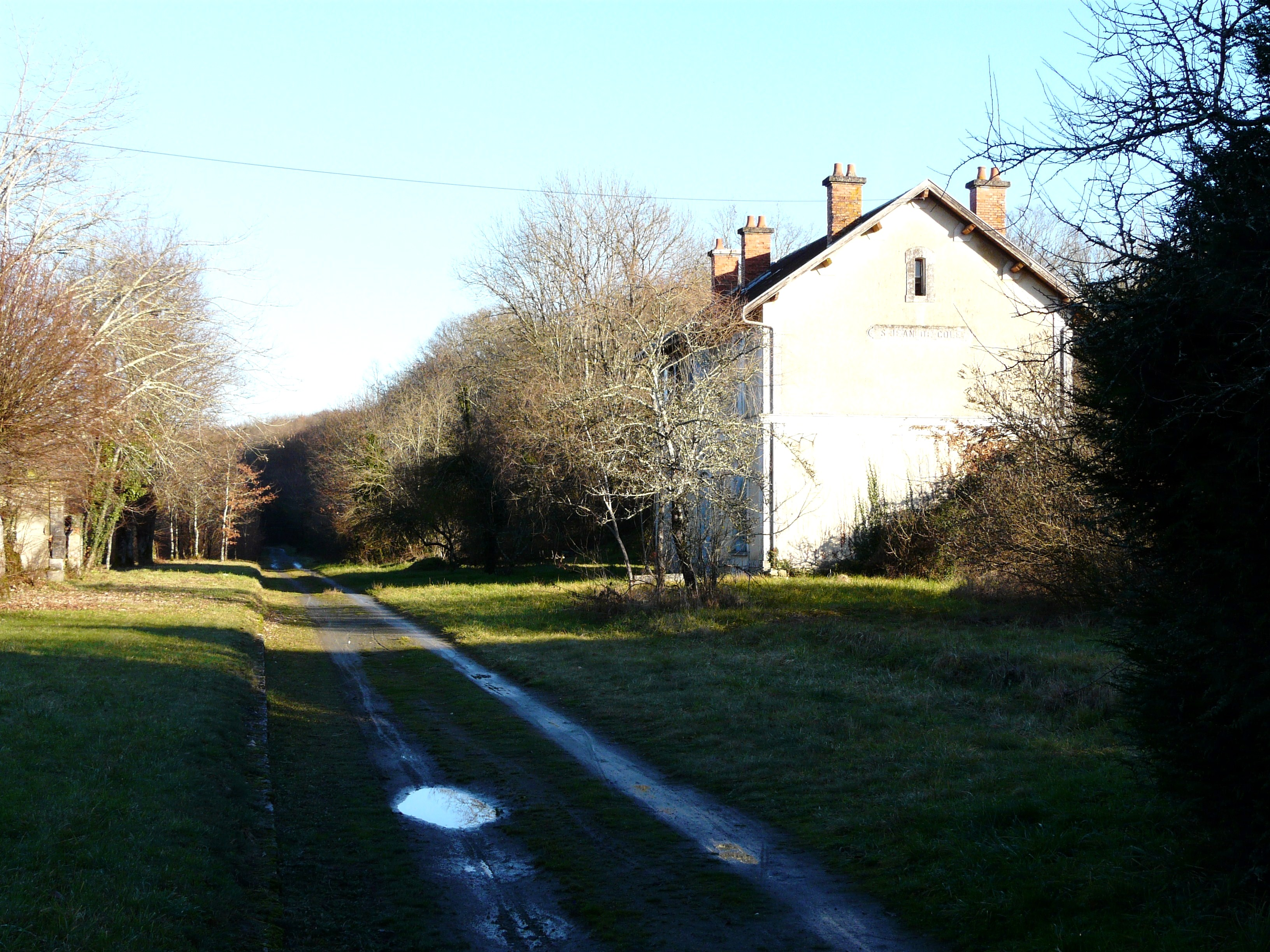
Ehemaliger Bahnhof
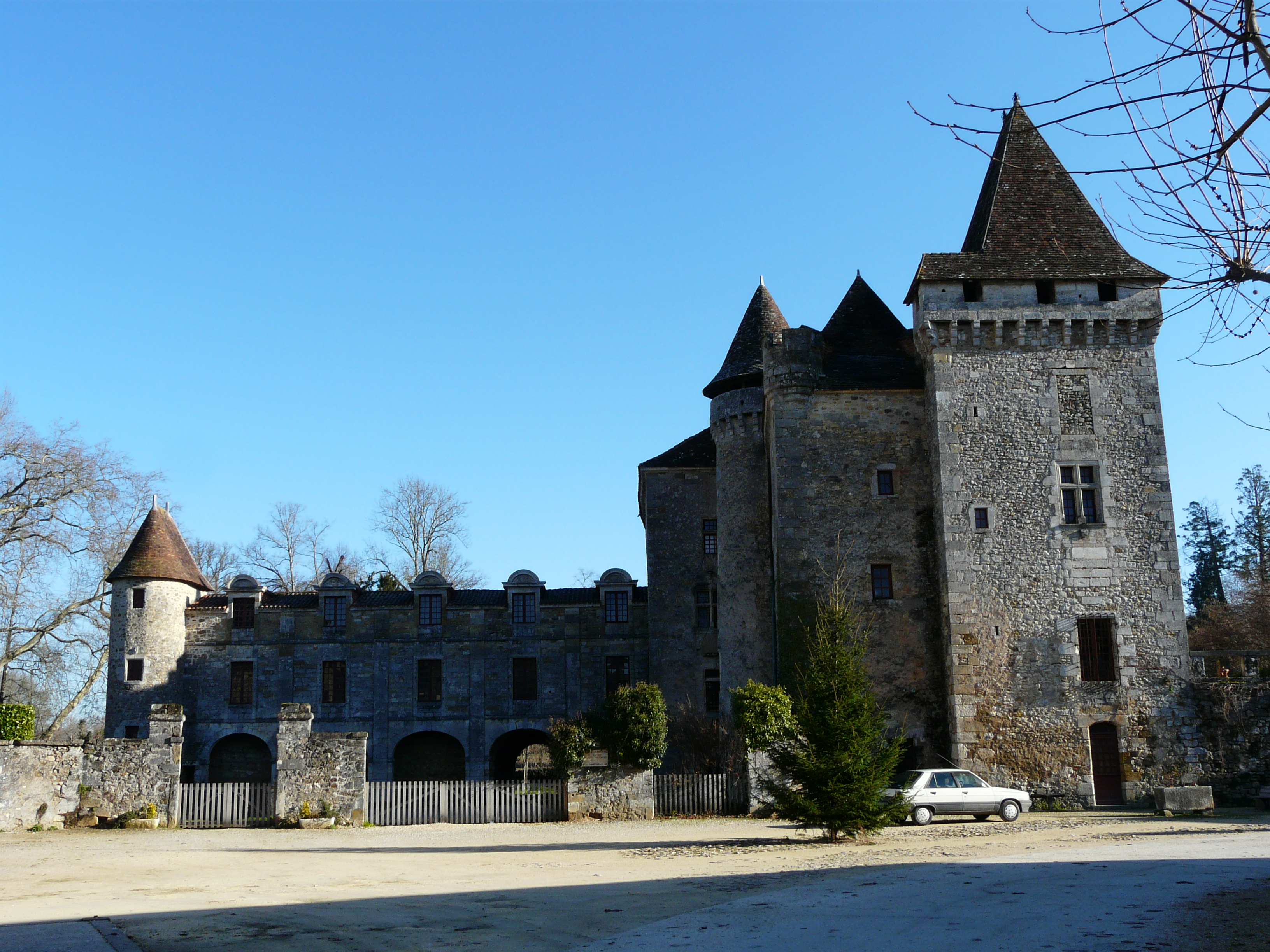
Das Schloss Château de la Marthonie
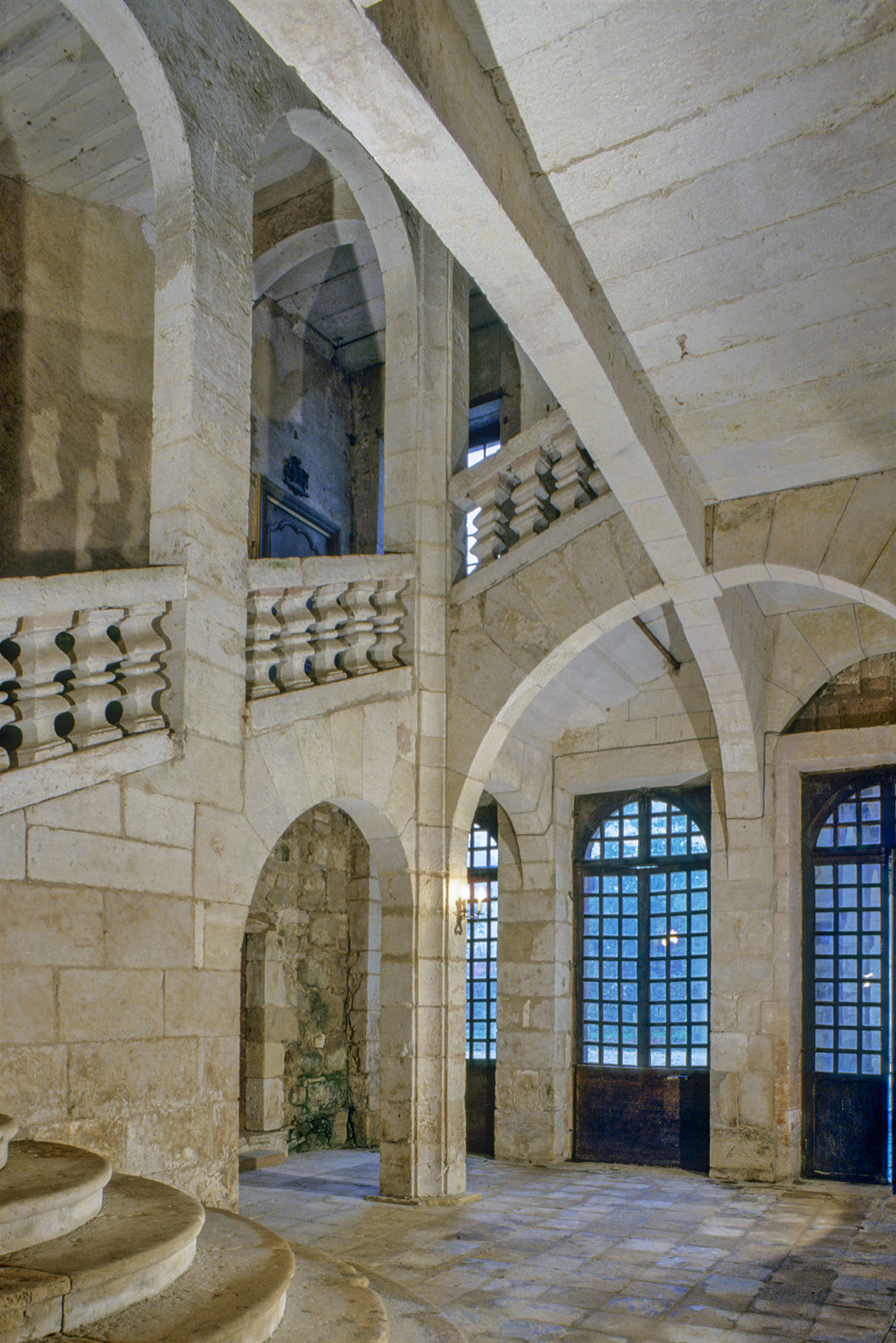
Großer Treppenaufgang im Château de la Marthonie
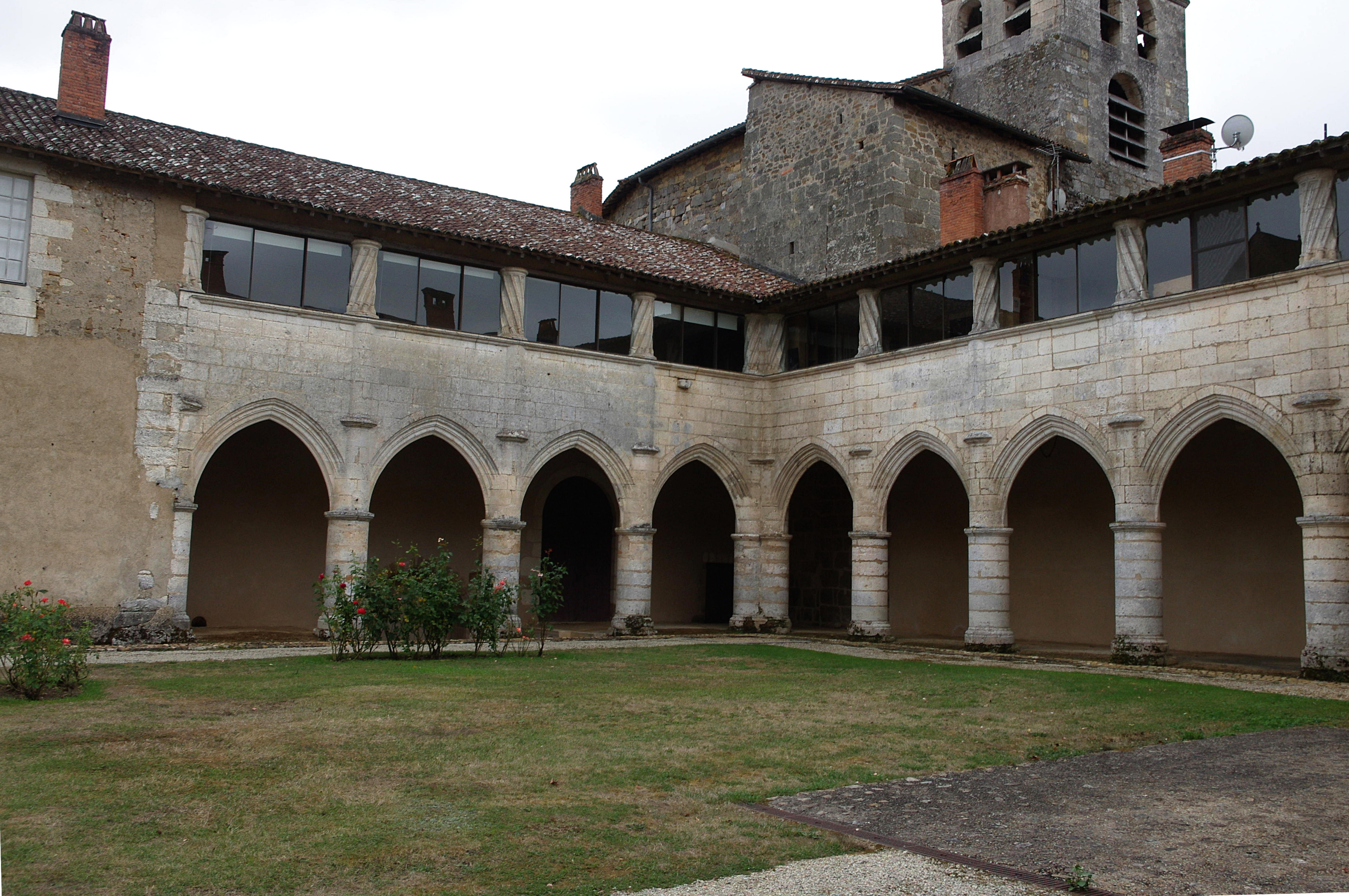
Altes Augustinerpriorat
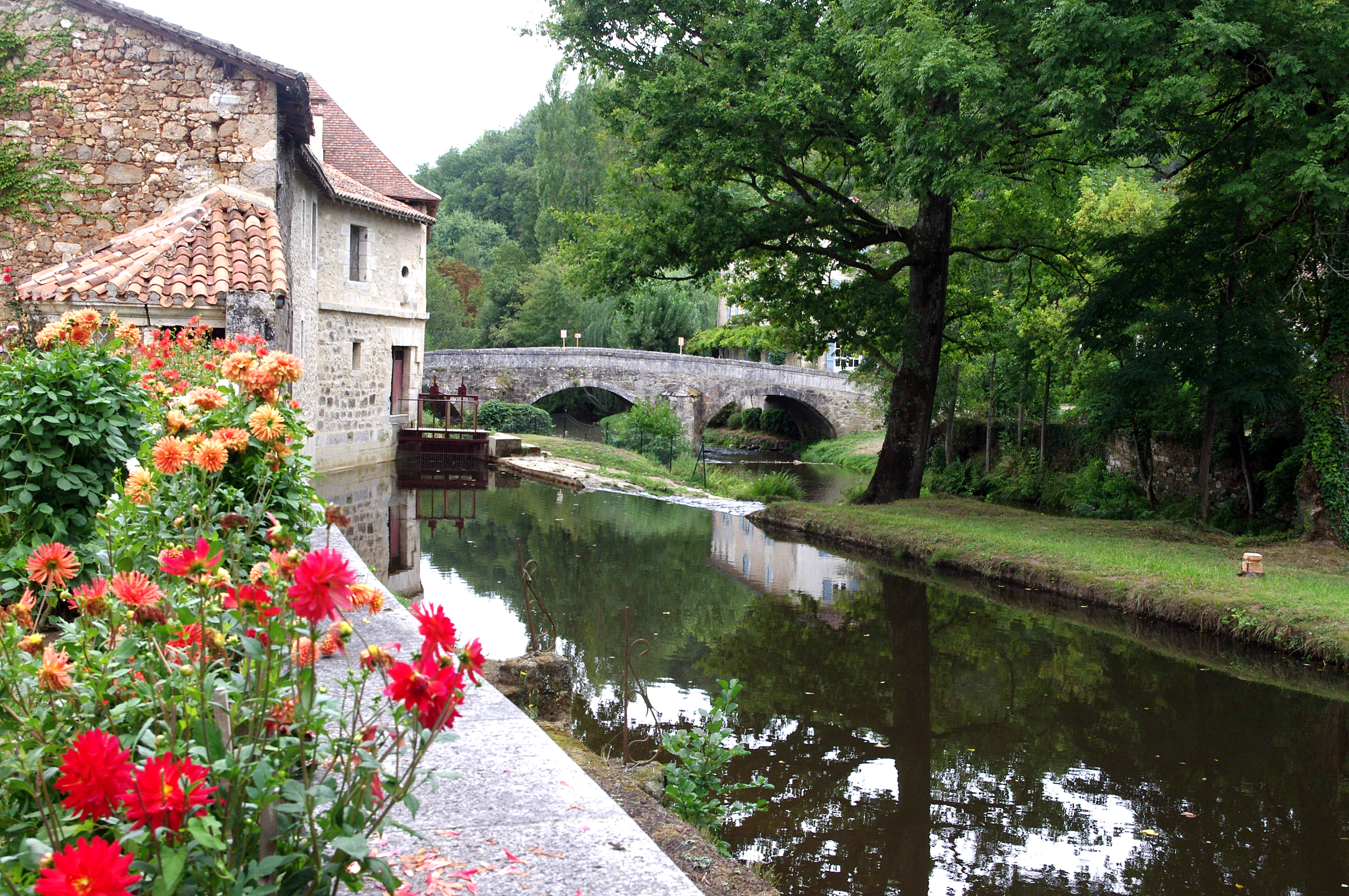
Mühle und alte Brücke über die Côle
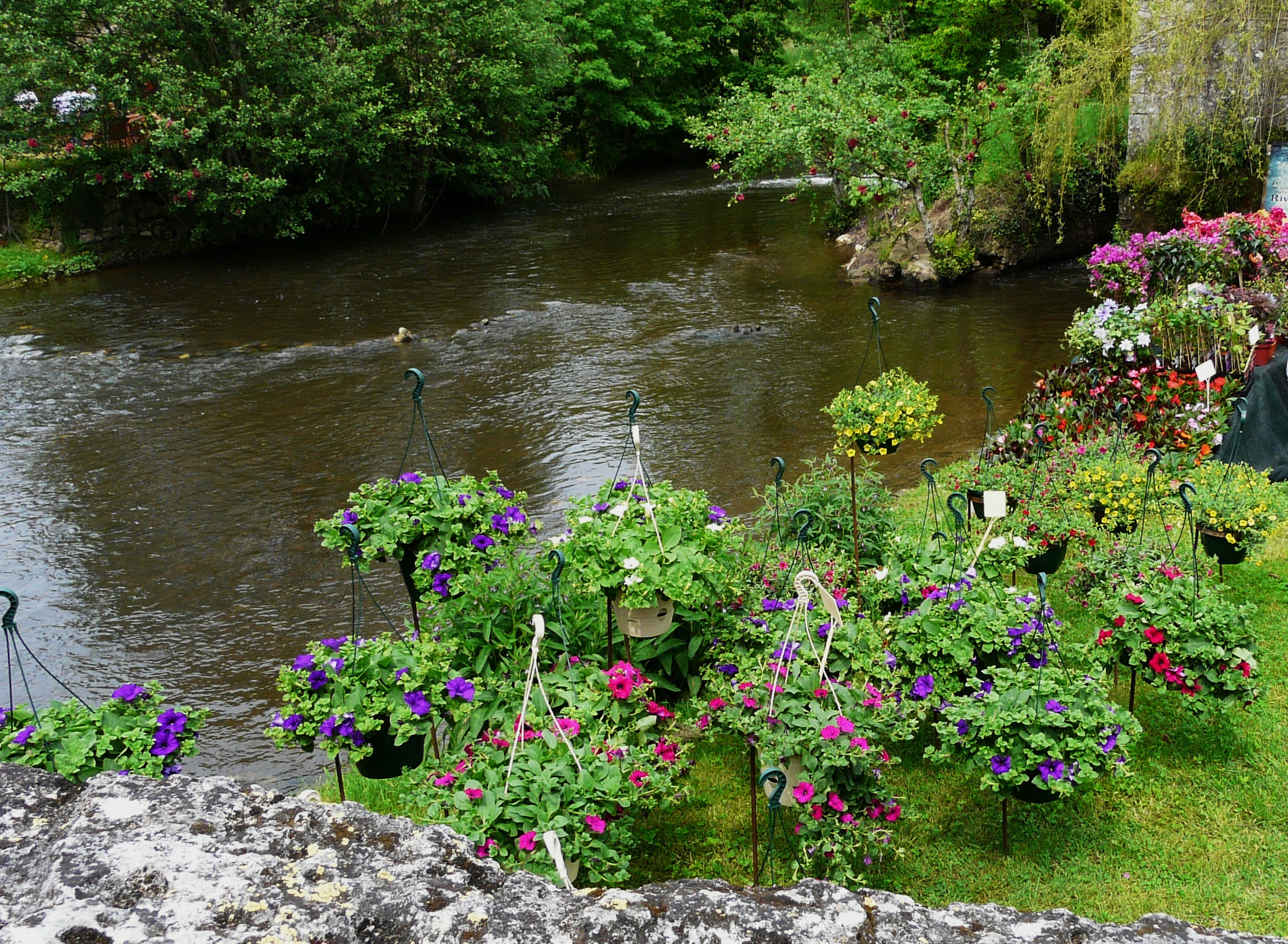
Blumenshow Les Floralies im Mai
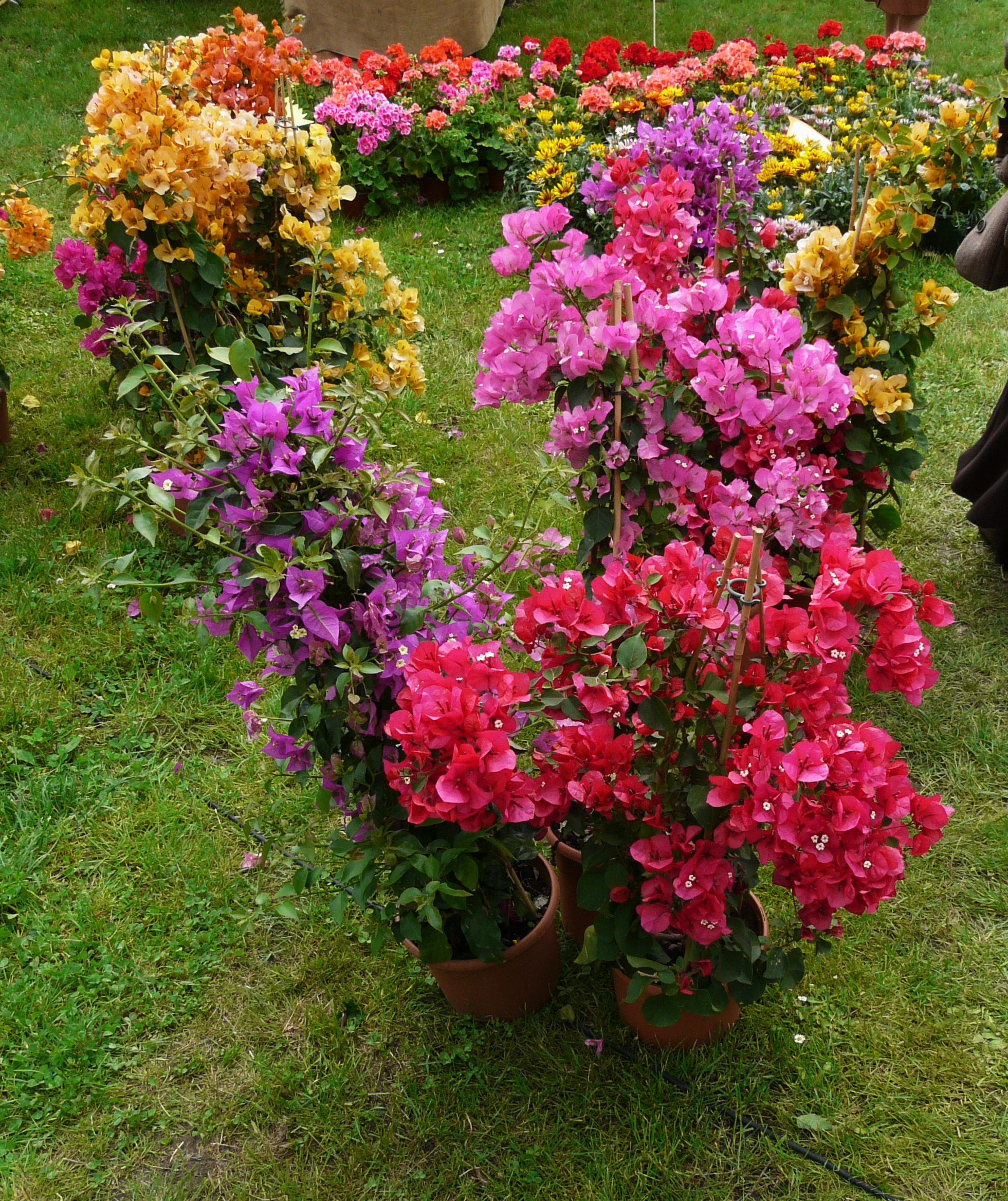
Les Floralies
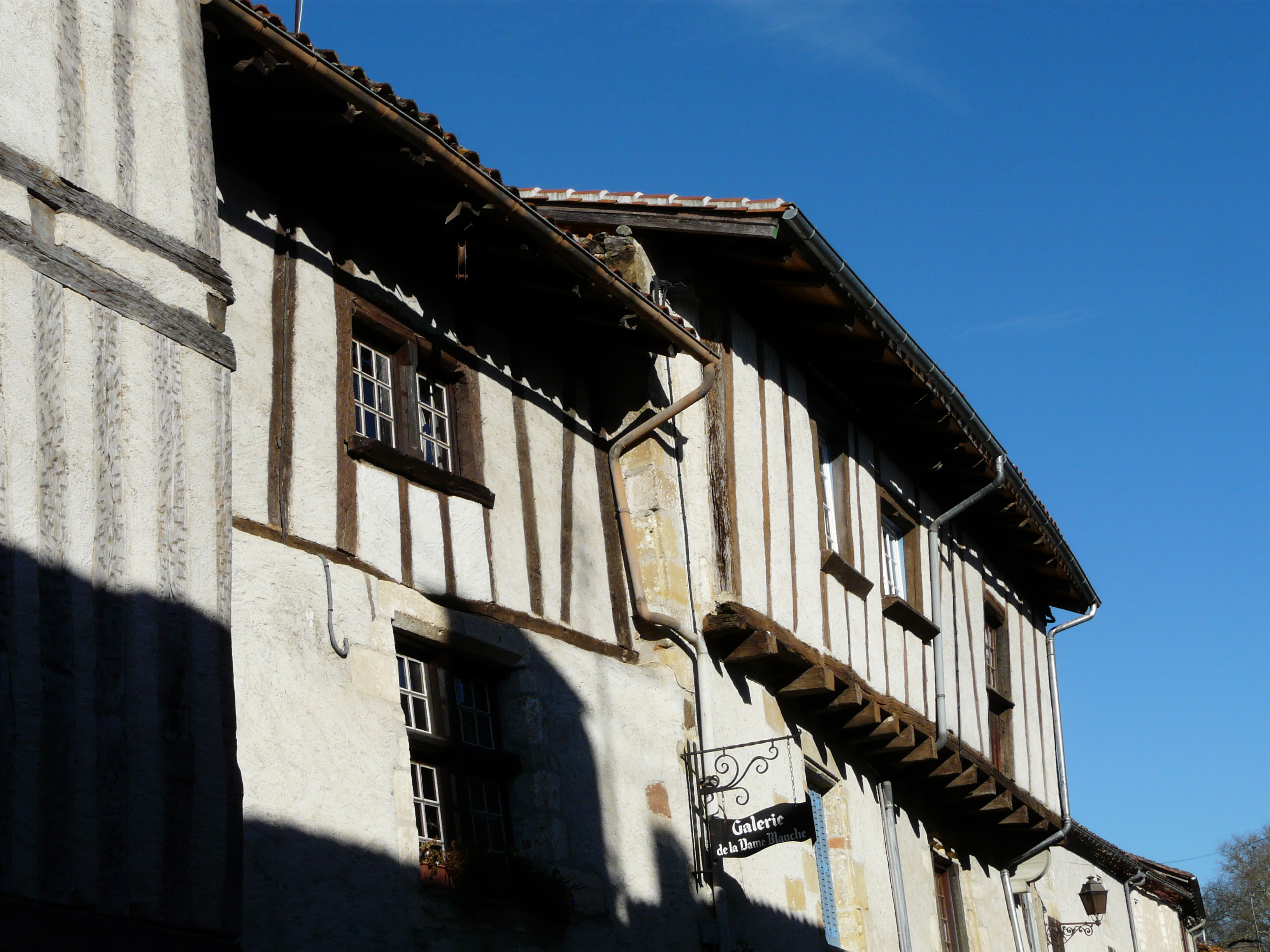
Fachwerkhäuser im Ortskern
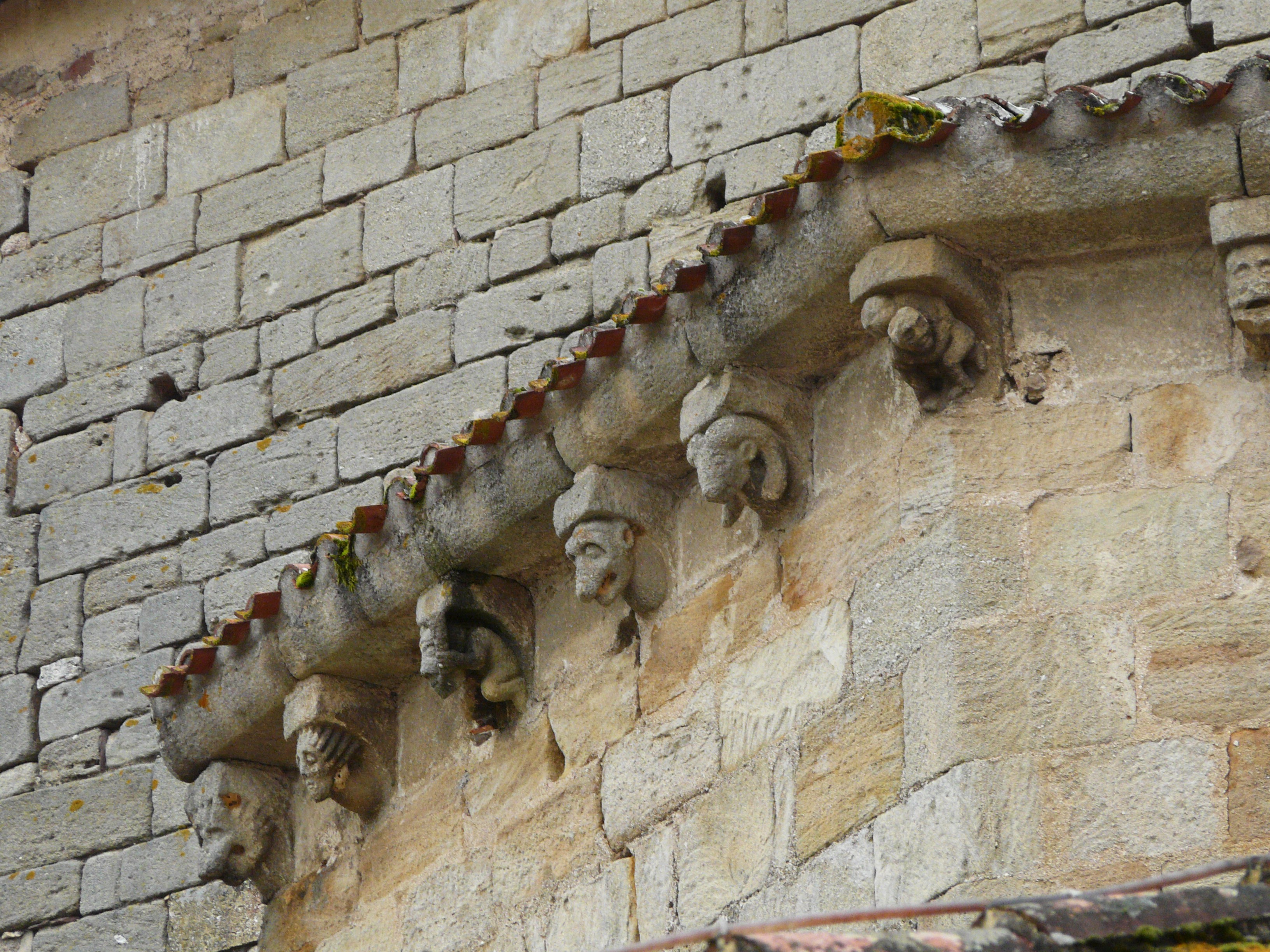
Konsolfiguren an der Ortskirche Saint-Jean Baptiste
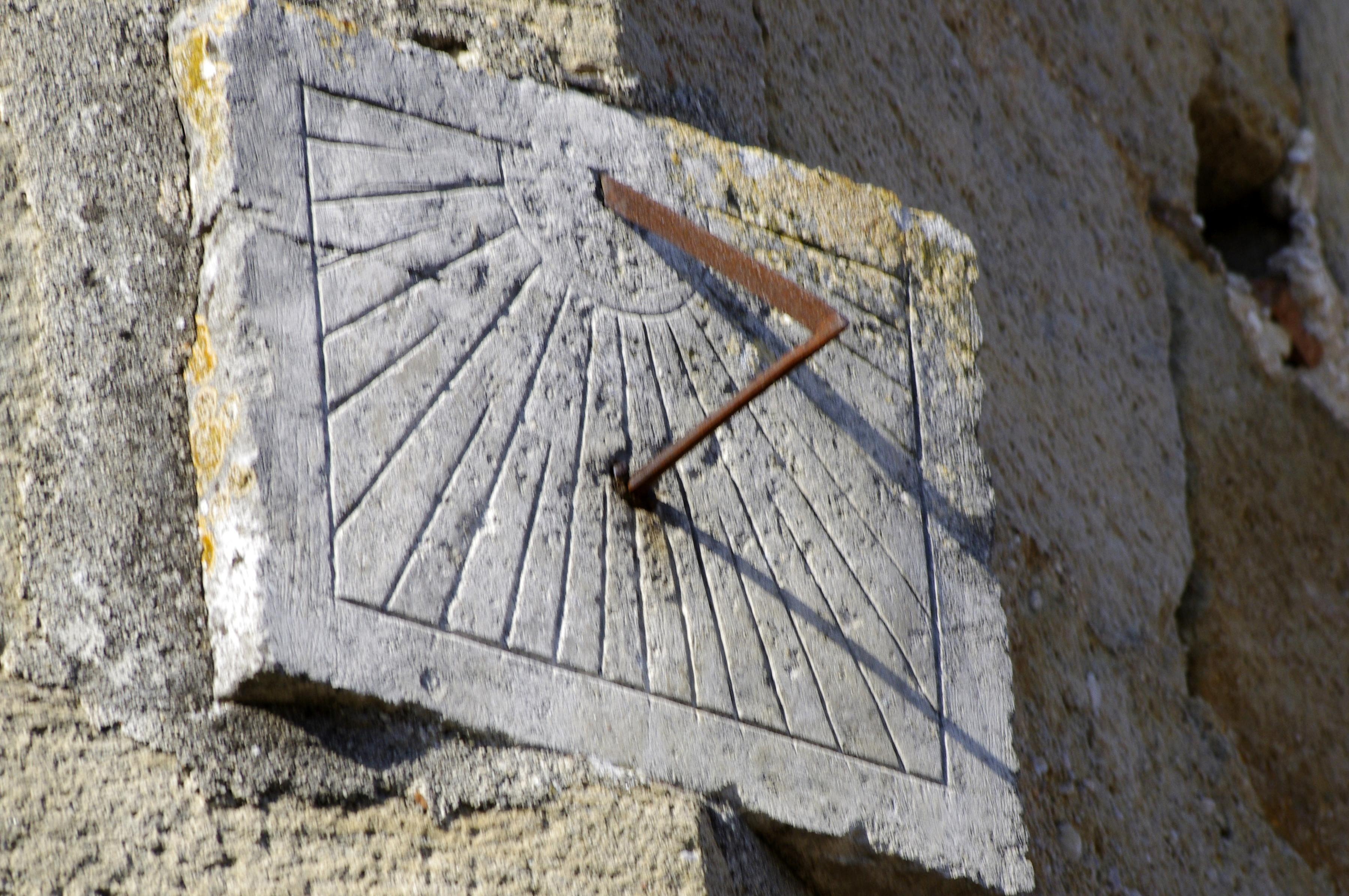
Sonnenuhr an der Ortskirche